# (19539) Anaverdu
(19539) Anaverdu (1999 JO14) – planetoida z pasa głównego asteroid okrążająca Słońce w ciągu 3,55 lat w średniej odległości 2,33 j.a. Odkryta 14 maja 1999 roku.